# Reglindis Rauca
Reglindis Rauca (* 1967 in Plauen) ist eine deutsche Schriftstellerin und Theaterschauspielerin.

## Leben und Werk
Nach Abitur und Berufsausbildung studierte Reglindis Rauca Schauspiel, u. a. an der Hochschule für Schauspielkunst „Ernst Busch“ Berlin. Engagements führten sie ab 1990 unter anderem an das Düsseldorfer Schauspielhaus, die Westfälischen Kammerspiele Paderborn und die Komödie Düsseldorf.
2008 erschien ihr Romandebüt Vuchelbeerbaamland. Sie erhielt dafür den Förderpreis für Literatur der Landeshauptstadt Düsseldorf 2008.
Reglindis Rauca lebt als freiberufliche Schriftstellerin und Dozentin seit 2011 in Potsdam.
Zu ihren literarischen Themen gehört die Auseinandersetzung mit der jüngeren deutschen Geschichte (DDR, deutsche Einheit) und der NS-Zeit. Sie ist Mitglied im Verband deutscher Schriftsteller.

## Auszeichnungen (Auswahl)
- 2021 Literatur-Stipendium der VG WORT im Rahmen von NEUSTART KULTUR
- 2017: Auslandsstipendium (InterStip) des Landes Brandenburg für das Jahr 2017 in der Sparte Literatur/Übersetzung/Dramatik
- 2008: Förderpreis für Literatur der Landeshauptstadt Düsseldorf[1]

## Werke (Auswahl)
- Vuchelbeerbaamland. Roman. Mitteldeutscher Verlag, Halle (Saale) 2008, ISBN 978-3-89812-542-0.
- Story. MDR-Literaturwettbewerb 2010, Die besten Geschichten. Hrsg. Michael Hametner. Rotbuch, 2010, ISBN 978-3-86789-094-6.
- Fatzvogel. Roman. Mitteldeutscher Verlag, Halle (Saale), ISBN 978-3-95462-126-2.